# Дігтярі-Вирвин (заказник)
Дігтярі-Вирвин — гідрологічний заказник місцевого значення в Україні. Розташований у межах Городнянської громади Чернігівського району Чернігівської області, між селами Хотівля, Ваганичі та Хоробичі. 
Площа 653 га. Оголошений рішенням Чернігівського облвиконкому від 24.12.1979 року № 561. 
Охороняється низовий болотний масив у верхів'ях річки Чибриж (притока Смячу) осоково-різнотравними, злаковими ділянками та низкою болотних бореальних видів (вовче тіло болотне, образки болотні, цикута отруйна, омег водяний). Має велике значення для збереження водного режиму території. Місце гніздування багатьох видів навколоводних птахів.